# Jameel Watkins
Jameel Sharif Watkins (Brooklyn, 22 agosto 1977) è un ex cestista statunitense, professionista nella D-League, in Europa, Asia, Sudamerica e Oceania.